# Sep Vanmarcke
Sep Vanmarcke (Kortrijk, 28 juli 1988) is een Belgisch voormalig wielrenner. Hij was profrenner van 2009 tot 2023.

## Carrière
Als belofte maakte Vanmarcke deel uit van het continentale Jong Vlaanderen-Bauknecht. Op 1 augustus 2009 werd hem een profcontract aangeboden door Topsport Vlaanderen-Mercator. Een dag na het tekenen van zijn eerste profcontract werd hij al achtste in een massaspurt in de Sparkassen Giro, gewonnen door Mark Cavendish. Later dat jaar volgden nog enkele mooie ereplaatsen, zoals een zesde plaats in het Kampioenschap van Vlaanderen en deelname aan het wereldkampioenschap voor beloften.
Na een goed winterseizoen 2009-2010 reed de 21-jarige renner een sterk voorjaar met onder andere een derde plaats in de Ronde van het Groene Hart en een tweede plaats in Gent-Wevelgem. Later in 2010 volgden nog dichte ereplaatsen in Paris-Camembert, de Vierdaagse van Duinkerke, de Eneco Tour, de Grand Prix de Wallonie, het Circuit Franco-Belge en Paris-Tours.
In 2011 ging hij rijden voor World Tour-ploeg Team Garmin-Cervélo. In 2012 volgde dan de grote doorbraak met de Omloop Het Nieuwsblad als eerste overwinning bij de profs. In de straten van Gent versloeg hij Boonen en Flecha in de spurt.
In 2013 maakt hij zijn overstap naar de opvolger van de Rabobankploeg, Blanco Pro Cycling. Voor deze ploeg behaalde hij een tweede plaats in Parijs-Roubaix 2013. Hij reed samen met Fabian Cancellara naar de streep op de wielerbaan van Roubaix, waar de Zwitser hem in de sprint versloeg. In het najaar zette hij wél de Grote Prijs Impanis-Van Petegem naar zijn hand.
In 2014 was Vanmarcke meermaals de man op de vierde plaats (Omloop Het Nieuwsblad, Gent-Wevelgem en in Paris-Roubaix). Hij behaalde de derde plaats in de Ronde van Vlaanderen; hij moest alleen Fabian Cancellara en Greg Van Avermaet voor laten.
In juli 2023 beëindigde Vanmarcke zijn carrière vanwege hartritmestoornissen. Zijn laatste koers reed Vanmarcke op 25 juni 2023, het BK op de weg in Izegem gewonnen door Remco Evenepoel, waarin hij 46e werd.

## Privéleven
Vanmarcke woont in Anzegem, gelegen in West-Vlaanderen. Hij bracht zijn jeugd door in het nabijgelegen Wortegem, Oost-Vlaanderen, maar voelt zich toch vooral West-Vlaming, mede doordat hij al op jonge leeftijd school liep in Anzegem.
Hij is getrouwd met Hanne en heeft drie kinderen.

## Palmares

### Overwinningen
2009
1e etappe Ronde van de Haut-Anjou
2010
Bergklassement Vierdaagse van Duinkerken
Puntenklassement Circuit Franco-Belge
2012
Omloop Het Nieuwsblad
2013
Grote Prijs Impanis-Van Petegem
Grote Prijs van de Wase Polders
2014
3e etappe Ronde van Noorwegen
3e etappe Ronde van Alberta
2016
4e etappe Ster ZLM Toer
Eindklassement Ster ZLM Toer
Izegem Koers
2017
Puntenklassement Ronde van Oostenrijk
2019
1e etappe Ronde van de Haut-Var
Bretagne Classic
2022
Maryland Cycling Classic

### Resultaten in voornaamste wedstrijden
| Jaar | Ronde van Italië | Ronde van Frankrijk | Ronde van Spanje |
| ---- | ---------------- | ------------------- | ---------------- |
| 2010 |                  |                     |                  |
| 2011 |                  |                     | 140e             |
| 2012 |                  |                     |                  |
| 2013 |                  | 131e                |                  |
| 2014 |                  | 106e                |                  |
| 2015 |                  | 104e                |                  |
| 2016 |                  | 104e                |                  |
| 2017 |                  |                     |                  |
| 2018 |                  | 115e                |                  |
| 2019 |                  |                     |                  |
| 2020 |                  |                     |                  |
| 2021 |                  |                     | opgave           |
| 2022 |                  |                     |                  |
| 2023 |                  |                     |                  |

| Jaar | Milaan-San Remo | Gent-Wevelgem | Ronde van Vlaanderen | Parijs-Roubaix | Amstel Gold Race | Ronde van Lombardije | E3 Harelbeke | Omloop Het Nieuwsblad | Bretagne Classic |  | WK op de weg |  | Wereldranglijsten |
| ---- | --------------- | ------------- | -------------------- | -------------- | ---------------- | -------------------- | ------------ | --------------------- | ---------------- |  | ------------ |  | ----------------- |
| 2010 |                 | ↑             | 62e                  |                |                  |                      |              | 34e                   |                  |  |              |  | 79e (UWK)         |
| 2011 |                 | 142e          | opgave               | 20e            |                  | opgave               | 4e           |                       |                  |  |              |  | 194e (UWT)        |
| 2012 |                 |               | 48e                  | 84e            |                  |                      | 5e           | ↑                     | 8e               |  |              |  | 104e (UWT)        |
| 2013 |                 | opgave        | 29e                  | ↑              |                  |                      | 51e          | 74e                   | opgave           |  |              |  | 63e (UWT)         |
| 2014 |                 | 4e            | ↑                    | 4e             |                  |                      | 5e           | 4e                    |                  |  | 64e          |  | 23e (UWT)         |
| 2015 |                 | 6e            | 53e                  | 11e            |                  |                      | 5e           | 5e                    | 40e              |  | 64e          |  | 72e (UWT)         |
| 2016 | 24e             | ↑             | ↑                    | 4e             | 49e              |                      | 8e           |                       | 97e              |  |              |  | 18e (UWT)         |
| 2017 |                 |               | opgave               |                |                  | 61e                  | 23e          | ↑                     | 4e               |  |              |  | 39e (UWT)         |
| 2018 |                 | 21e           | 13e                  | 6e             | 91e              |                      | 7e           | ↑                     | 39e              |  |              |  | 45e (UWT)         |
| 2019 |                 |               | 25e                  | 4e             |                  | 108e                 |              | 92e                   | ↑                |  |              |  | 73e (UWT)         |
| 2020 |                 | 17e           | 17e                  |                |                  |                      |              | 23e                   | 28e              |  |              |  | 406e (UWR)        |
| 2021 |                 | opgave        | 5e                   | 23e            |                  |                      | 30e          | ↑                     |                  |  |              |  | 99e (UWT)         |
| 2022 |                 | 77e           |                      |                |                  |                      | opgave       |                       |                  |  |              |  | 221e (UWT)        |
| 2023 | 46e             | ↑             | 24e                  | 16e            |                  |                      | 17e          | 10e                   |                  |  |              |  |                   |

## Ploegen
- 2008 –  Davitamon-Lotto-Jong Vlaanderen
- 2009 –  Jong Vlaanderen-Bauknecht (tot 31-7)
- 2009 –  Topsport Vlaanderen-Mercator (vanaf 1-8)
- 2010 –  Topsport Vlaanderen-Mercator
- 2011 –  Team Garmin-Cervélo
- 2012 –  Garmin-Sharp [a]
- 2013 –  Belkin-Pro Cycling Team [b]
- 2014 –  Belkin-Pro Cycling Team
- 2015 –  Team LottoNL-Jumbo
- 2016 –  Team LottoNL-Jumbo
- 2017 –  Cannondale Drapac Professional Cycling Team
- 2018 –  Team EF Education First-Drapac p/b Cannondale
- 2019 –  EF Education First Pro Cycling
- 2020 –  EF Education First Pro Cycling
- 2021 –  Israel Start-Up Nation
- 2022 –  Israel-Premier Tech
- 2023 –  Israel-Premier Tech (tot 7-7)

Baugnies · Claeys · Croket · De Keulenaer · De Neef · De Poortere · Devaere · Joseph · Maes · Mertens · Muys · Pieters · Soberon · Sys · Terweduwe · Van Guyse · Vandousselaere · Vanmarcke · Vens · Wynants
Calleeuw · Claeys · De Keulenaer · De Mooij · De Neef · De Poortere · Devaere · Dupont · Joseph · Maes · Pieters · Schets · Terweduwe · Van Guyse · Van Immerseel · Vandousselaere · Vandyck · S.Vanmarcke · K.Vanmarcke · Vens · Verkinderen
Bakelants · Coenen · Criel · De Gendt · De Ketele · Goddaert · Hermans · Joseph · Keisse · Lodewyck · Maes · Mertens · Neirynck · Neyens · Nolf · Renders · Steurs · Vandewalle · Van Hecke · Vanheule · Vanmarcke · Vanspeybrouck · Debusschere (stagiair)
Armée · Baugnies · Boeckmans · Coenen · De Gendt · De Ketele · Jacobs · G.Joseph · S.Joseph · Lodewyck · Mertens · Neirynck · Neyens · Steurs · Van Hecke · Van Staeyen · Van Vooren · Vanmarcke · Vandewalle · Vanspeybrouck · Jodts (stagiair) · Serry (stagiair) · Wallays (stagiair)
Bobridge ·
Danielson · 
Dean ·
Farrar ·
Fischer ·
Hammond ·
Haussler ·
Hesjedal ·
Hushovd  ·
Klier ·
Kreder ·
Lancaster ·
Le Mével ·
Lloyd ·
Maaskant ·
Martin ·
C. Meyer ·
T. Meyer ·
Millar · 
Navardauskas ·
Peterson ·
Rasch ·
Stetina ·
Talansky ·
Vande Velde ·
Vanmarcke ·
Vansummeren ·
Wilson ·
Zabriskie ·
Summerhill (stagiair) 
Bauer ·
Danielson · 
Dekker ·
Farrar ·
Fernández ·
Fischer ·
Haas ·
Haussler ·
Hesjedal ·
Howes ·
Hunter ·
Klier ·
M. Kreder ·
R. Kreder ·
Le Mével ·
Maaskant ·
Martin ·
Millar · 
Navardauskas ·
Peterson ·
Rasmussen (tot 31/07) ·
Rathe ·
Rosseler ·
Stetina ·
Talansky ·
Vande Velde ·
Vanmarcke ·
Vansummeren ·
Wegmann ·
Zabriskie ·
Morton (stagiair) ·
Scully (stagiair) ·
Von Hoff (stagiair) 
Bobridge · 
Bol · 
Boom ·  
Bos · 
Brown · 
Clement · 
Flens · 
Gárate · 
Gesink · 
Goos ·  
Hofland · 
Kelderman · 
Kruijswijk · 
Leezer · 
Martens · 
Mollema · 
Nordhaug · 
Renshaw ·
Tankink · 
Tanner · 
ten Dam · 
Tjallingii ·  
van Emden · 
van Winden · 
Vanmarcke · 
Wagner · 
Wynants · 
Slik (stagiair)
Bobridge · Bol · Boom ·  Bos · Brown · Clement · Flens · Gárate · Gesink · Goos · Hivert · Hofland · Keizer · Kelderman · Kruijswijk · Leezer · Markus · Martens · Mollema · Nordhaug · Tankink · Tanner · ten Dam · Tjallingii · van der Lijke · van Emden · van Winden · Vanmarcke · Wagner · Wynants · Tusveld (stagiair)
Bennett · Bulgaç · De Weert · Flens · Gesink · Goos · Hofland · Keizer · Kelderman · Kruijswijk · Leezer · Lindeman · Markus · Martens · Roosen · Tankink · Teunissen · ten Dam · Tjallingii · Van Asbroeck · van der Lijke · van Emden · Vanmarcke · van Winden · Wagner · Wynants · Bouwman (stagiair) · Castelijns (stagiair) · Lammertink (stagiair)
Battaglin · Bennett · Bouwman · Campenaerts · Castelijns · van Emden · Gesink · Goos · Groenewegen · Hofland · Keizer · Kelderman · Kruijswijk · Lammertink · Leezer · Lindeman · Martens · Roglič · Roosen · Tankink · Teunissen · Tjallingii · Van Asbroeck · Vanmarcke · Vermeulen · Wagner · van Winden · Wynants
van Baarle · Bettiol · Bevin · Brown · Canty · Carthy · S. Clarke · W. Clarke · Craddock · Dombrowski · Formolo · Howes · Koren · Langeveld · Mullen · Phinney · Rolland · Scully · Skujiņš · Slagter · Talansky · Urán · Van Asbroeck · Vanmarcke · Villella · Wippert · Woods · Monk (stagiair)
Breschel · Brown · Canty · Cardona · Carthy · S. Clarke · W. Clarke · Craddock · Docker · Dombrowski · Howes · Langeveld · Magnusson · Martínez · McLay · Modolo · Moreno · Owen · Phinney · Rolland · Scully · Urán · Van Asbroeck · Vanmarcke · Woods
Bennett · van den Berg · Bettiol · Breschel · Brown · Caicedo · Carthy · Clarke · Craddock · Docker · Dombrowski · Higuita · Hofland · Howes · Kangert · Langeveld · Martínez · McLay · Modolo · Morton · Owen · Phinney · Scully · Urán · van Garderen · Vanmarcke · Villalobos · Whelan · Woods
Bennett · Bettiol · Caicedo · Carthy · Clarke · Cort · Craddock · Docker · Guerreiro · Halvorsen · Higuita · Hofland · Howes · Kangert · Keukeleire · Langeveld · Martínez · Morton · Owen · Powless · Rutsch · Scully · Urán · Van den Berg · Van Garderen · Vanmarcke · Villalobos (tot 1 augustus) · Whelan · Woods · Bissegger (stagiair)
Barbier · Berwick · Bevin · Biermans · Boivin · Brändle · Cataford · Cimolai · De Marchi · Dowsett · Einhorn · Froome · Goldstein · Greipel · Hagen · Hermans · Hofstetter · Hollenstein · Impey · Jones vanaf 1 juli · Martin · Neilands · Niv · Piccoli · Renard · Sagiv · Vahtra · Van Asbroeck · Vanmarcke · Woods · Würtz Schmidt · Zabel
Barbier · Berwick · Bevin · Biermans · Boivin · Brändle · Cataford · Clarke · De Marchi · Dowsett · Einhorn · Froome · Fuglsang · Goldstein · Hagen · Hermans · Hollenstein · Houle · Impey · Jones · Neilands · Niv · Nizzolo · Piccoli · Sagiv (tot 3/8) · Strong · Teuns (vanaf 5/8) · Van Asbroeck · Vanmarcke · Woods · Würtz Schmidt · Zabel · Riccitello (stagiair)
Berwick · Boivin · Clarke · Einhorn · Frigo · Froome · Fuglsang · Gee · Goldstein · Hermans · Hollenstein · Hollyman · Houle · Impey · Jones · Neilands · Nizzolo · Pozzovivo (vanaf 6/3) · Reynders · Riccitello · Sagiv · Schultz · Strong · Teuns · Van Asbroeck · Vanmarcke (tot 7/7) · Williams · Woods · Würtz Schmidt · Zabel · Gilmore (stagiair) · Sheehan (stagiair)